# 플라워땃쥐
플라워땃쥐(Crocidura floweri)는 땃쥐과에 속하는 포유류의 일종이다. 이집트의 토착종이다. 자연 서식지는 경작지이다. 서식지 감소로 멸종 위협을 받고 있다.